# Sanford E. Reisenbach
Sanford E. Reisenbach (Estados Unidos, 13 de maio de 1932 — Beverly Hills, 6 de janeiro de 2015) foi um empresário conhecido por ser executivo de marketing da Warner Bros. por longos anos.